# Troféu HQ Mix
Troféu HQ Mix бразильская премия, присуждаемая за лучший комикс. Премия была создана в 1989 году Жоау Гуальберто Костой (Gual) и Жозе Альберто Ловетро (Jal), членами Ассоциации бразильских художников комиксов.
Название отсылает к телешоу о комиксах, которое Gual и Jal вели в 1980-х годах.
Дизайн трофея меняется каждый год, он всегда отсылает к одному из персонажей бразильских комиксов. Жюри состоит из художников и других людей, профессионально занимающихся комиксами, редакторов, исследователей и журналистов.